# Mastigias
Cet article possède un paronyme, voir Mastigas.
Genre
Mastigias est un genre de cnidaires de type méduses, de la famille des Mastigiidae.
Plusieurs espèces sont célèbres pour vivre en symbiose avec des algues qui leur procurent de l'énergie solaire, en faisant des animaux quasiment autosuffisants.

## Liste d'espèces
Selon World Register of Marine Species (10 décembre 2014) :
- Mastigias albipunctatus Stiasny, 1920
- Mastigias andersoni Stiasny, 1926 -- Nord de l'Australie
- Mastigias gracilis Vanhöffen, 1888 -- Mer Rouge
- Mastigias ocellatus (Modeer, 1791) -- Philippines
- Mastigias pantherinus Haeckel, 1880 -- Pacifique sud
- Mastigias papua (Lesson) -- Japon, Philippines, Papouasie, Australie (avec des sous-espèces d'eau douce)
- Mastigias roseus (Reynaud, 1830) -- Atlantique central
- Mastigias siderea Chun, 1896